# Primera B 1992 (Colombia)
La  Temporada 1992 de la Primera B, conocida como Copa Concasa 1992 por motivos comerciales, fue la segunda en la historia de la segunda división del fútbol profesional colombiano.

## Sistema del torneo
Los 12 equipos participantes jugaron en tres fases: primero en dos hexagonales regionales, luego en una fase de todos contra todos y finalmente el cuadrangular final. El campeón lograría el ascenso a la Primera A en su temporada 1993.

## Datos de los clubes

### Relevo anual de clubes
| Ascendidos a la Primera A                     |
| --------------------------------------------- |
| Envigado F. C. (Campeón de la Primera B 1991) |

| Descendidos a la Primera B |
| -------------------------- |
| Ninguno                    |

### Equipos participantes
- Debutan en la Primera B los clubes Alianza Petrolera, Industrial Itagüí y Palmira F. C.

| Equipo                | Ciudad/Municipio | Estadio                                       | Aforo  |
| --------------------- | ---------------- | --------------------------------------------- | ------ |
| Academia Bogotana     | Bogotá           | El Campincito                                 | 1.500  |
| Alianza Llanos        | Villavicencio    | Manuel Calle Lombana                          | 15.000 |
| Alianza Petrolera     | Barrancabermeja  | Daniel Villa Zapata                           | 5.000  |
| Atlético Buenaventura | Buenaventura     | Marino Klinger                                | 3.500  |
| Atlético Huila        | Neiva            | Guillermo Plazas Alcid                        | 25.000 |
| Cortuluá              | Tuluá            | Doce de Octubre                               | 16.000 |
| Deportes Dinastía     | Riosucio         | El Vergel                                     | 6.000  |
| Deportivo Armenia     | Armenia          | San José                                      | 12.000 |
| Deportivo Rionegro    | Rionegro         | Alberto Grisales                              | 14.000 |
| El Cóndor             | Bogotá Girardot  | El Campincito Estadio Luis Antonio Duque Peña | 1.500  |
| Industrial Itagüí     | Itagüí           | Metropolitano (Ditaires)                      | 12.000 |
| Palmira F. C.         | Palmira          | Francisco Rivera Escobar                      | 9.000  |

### Localización
| Valle del Cauca | 3 | Cortuluá, Atlético Buenaventura Palmira F. C. | Huila Rionegro Armenia Academia El Cóndor A. Llanos Buenaventura Cortuluá Dinastía Alianza Palmira F. C. Itagüí |
| Antioquia       | 2 | Deportivo Rionegro y Industrial Itagüí        | Huila Rionegro Armenia Academia El Cóndor A. Llanos Buenaventura Cortuluá Dinastía Alianza Palmira F. C. Itagüí |
| Bogotá, D. C.   | 2 | Academia Bogotana y Club Deportivo El Cóndor  | Huila Rionegro Armenia Academia El Cóndor A. Llanos Buenaventura Cortuluá Dinastía Alianza Palmira F. C. Itagüí |
| Huila           | 1 | Atlético Huila                                | Huila Rionegro Armenia Academia El Cóndor A. Llanos Buenaventura Cortuluá Dinastía Alianza Palmira F. C. Itagüí |
| Meta            | 1 | Club Atlético Alianza Llanos                  | Huila Rionegro Armenia Academia El Cóndor A. Llanos Buenaventura Cortuluá Dinastía Alianza Palmira F. C. Itagüí |
| Caldas          | 1 | Deportes Dinastía de Riosucio                 | Huila Rionegro Armenia Academia El Cóndor A. Llanos Buenaventura Cortuluá Dinastía Alianza Palmira F. C. Itagüí |
| Quindío         | 1 | Club Deportivo Armenia                        | Huila Rionegro Armenia Academia El Cóndor A. Llanos Buenaventura Cortuluá Dinastía Alianza Palmira F. C. Itagüí |
| Santander       | 1 | Alianza Petrolera                             | Huila Rionegro Armenia Academia El Cóndor A. Llanos Buenaventura Cortuluá Dinastía Alianza Palmira F. C. Itagüí |

## Hexagonal

### Grupo A
| Pos. | Equipo                | Pts. | PJ | G | E | P | GF | GC | Dif. | Clasificación a    |
| ---- | --------------------- | ---- | -- | - | - | - | -- | -- | ---- | ------------------ |
| 1    | Cortuluá              | 15   | 10 | 6 | 3 | 1 | 15 | 9  | +6   | Cuadrangular Final |
| 2    | Atlético Huila        | 13   | 10 | 5 | 3 | 2 | 19 | 6  | +13  | Cuadrangular Final |
| 3    | Palmira F. C.         | 12   | 10 | 4 | 4 | 2 | 11 | 8  | +3   |                    |
| 4    | Atlético Buenaventura | 10   | 10 | 3 | 4 | 3 | 7  | 10 | −3   |                    |
| 5    | Deportivo Armenia     | 8    | 10 | 3 | 2 | 5 | 9  | 12 | −3   |                    |
| 6    | Deportes Dinastía     | 2    | 10 | 0 | 2 | 8 | 6  | 28 | −22  |                    |

 Fuente: Dimayor
| Fecha 1       | Fecha 1   | Fecha 1      |
| Local         | Resultado | Visitante    |
| ------------- | --------- | ------------ |
| Palmira F. C. | 1 - 0     | Buenaventura |
| Huila         | 1 - 1     | Cortulua     |
| Dinastía      | 1 - 0     | Armenia      |

| Fecha 2      | Fecha 2   | Fecha 2       |
| Local        | Resultado | Visitante     |
| ------------ | --------- | ------------- |
| Huila        | 0 - 1     | Palmira F. C. |
| Buenaventura | 3 - 2     | Dinastía      |
| Cortulua     | 1 - 0     | Armenia       |

| Fecha 3       | Fecha 3   | Fecha 3      |
| Local         | Resultado | Visitante    |
| ------------- | --------- | ------------ |
| Palmira F. C. | 1 - 1     | Huila        |
| Armenia       | 1 - 0     | Buenaventura |
| Dinastía      | 2 - 1     | Cortuluá     |

| Fecha 4      | Fecha 4   | Fecha 4   |
| Local        | Resultado | Visitante |
| ------------ | --------- | --------- |
| Armenia      | 0 - 1     | Huila     |
| Buenaventura | 1 - 0     | Dinastía  |
| Libre: Tuluá |           |           |

| Fecha 5         | Fecha 5   | Fecha 5      |
| Local           | Resultado | Visitante    |
| --------------- | --------- | ------------ |
| Huila           | 0 - 0     | Buenaventura |
| Tuluá           | 1 - 0     | Armenia      |
| Libre: Dinastía |           |              |

| Fecha 6        | Fecha 6   | Fecha 6      |
| Local          | Resultado | Visitante    |
| -------------- | --------- | ------------ |
| Tuluá          | 1 - 1     | Buenaventura |
| Huila          | 0 - 1     | Dinastía     |
| Libre: Armenia |           |              |

| Fecha 7      | Fecha 7   | Fecha 7   |
| Local        | Resultado | Visitante |
| ------------ | --------- | --------- |
| Dinastía     | 2 - 1     | Tuluá     |
| Buenaventura | 3 - 0     | Armenia   |
| Libre: Huila |           |           |

| Fecha 8             | Fecha 8   | Fecha 8   |
| Local               | Resultado | Visitante |
| ------------------- | --------- | --------- |
| Armenia             | 2 - 0     | Dinastía  |
| Tuluá               | 1 - 0     | Huila     |
| Libre: Buenaventura |           |           |

| Fecha 9      | Fecha 9   | Fecha 9      |
| Local        | Resultado | Visitante    |
| ------------ | --------- | ------------ |
| Huila        | 2 - 1     | Armenia      |
| Dinastía     | 0 - 0     | Buenaventura |
| Libre: Tuluá |           |              |

| Fecha 10        | Fecha 10  | Fecha 10  |
| Local           | Resultado | Visitante |
| --------------- | --------- | --------- |
| Buenaventura    | 0 - 0     | Huila     |
| Armenia         | 3 - 0     | Tuluá     |
| Libre: Dinastía |           |           |

### Grupo B
| Pos. | Equipo             | Pts. | PJ | G | E | P | GF | GC | Dif. | Clasificación a    |
| ---- | ------------------ | ---- | -- | - | - | - | -- | -- | ---- | ------------------ |
| 1    | Alianza Llanos     | 13   | 10 | 5 | 3 | 2 | 13 | 7  | +6   | Cuadrangular Final |
| 2    | El Cóndor          | 12   | 10 | 5 | 2 | 3 | 11 | 13 | −2   | Cuadrangular Final |
| 3    | Industrial Itagüí  | 12   | 10 | 4 | 4 | 2 | 11 | 11 | 0    |                    |
| 4    | Alianza Petrolera  | 9    | 10 | 3 | 3 | 4 | 9  | 8  | +1   |                    |
| 5    | Deportivo Rionegro | 7    | 10 | 3 | 1 | 6 | 6  | 10 | −4   |                    |
| 6    | Academia Bogotana  | 7    | 10 | 2 | 3 | 5 | 9  | 10 | −1   |                    |

 Fuente: Dimayor

## Reclasificación
| Pos. | Equipo                | Pts. | PJ | G  | E | P  | GF | GC | Dif. | Clasificación a    |
| ---- | --------------------- | ---- | -- | -- | - | -- | -- | -- | ---- | ------------------ |
| 1    | Cortuluá              | 31   | 22 | 13 | 5 | 4  | 30 | 17 | +13  | Cuadrangular Final |
| 2    | Alianza Llanos        | 30   | 22 | 11 | 8 | 3  | 30 | 17 | +13  | Cuadrangular Final |
| 3    | Atlético Huila        | 29   | 22 | 11 | 7 | 4  | 47 | 16 | +31  | Cuadrangular Final |
| 4    | El Cóndor             | 25   | 22 | 11 | 3 | 8  | 27 | 28 | −1   | Cuadrangular Final |
| 5    | Industrial Itagüí     | 24   | 22 | 8  | 8 | 6  | 21 | 22 | −1   |                    |
| 6    | Palmira F. C.         | 23   | 22 | 7  | 9 | 6  | 23 | 26 | −3   |                    |
| 7    | Atlético Buenaventura | 23   | 22 | 7  | 9 | 6  | 26 | 24 | +2   |                    |
| 8    | Deportivo Armenia     | 22   | 22 | 8  | 6 | 8  | 29 | 26 | +3   |                    |
| 9    | Alianza Petrolera     | 19   | 22 | 5  | 9 | 8  | 20 | 19 | +1   |                    |
| 10   | Academia Bogotana     | 16   | 22 | 5  | 6 | 11 | 22 | 26 | −4   |                    |
| 11   | Deportivo Rionegro    | 12   | 22 | 3  | 6 | 13 | 14 | 30 | −16  |                    |
| 12   | Deportes Dinastía     | 12   | 22 | 2  | 8 | 12 | 13 | 51 | −38  |                    |

 Fuente: Dimayor

## Cuadrangular final
| Pos. | Equipo         | Pts. | PJ | G | E | P | GF | GC | Dif. | Clasificación a                |
| ---- | -------------- | ---- | -- | - | - | - | -- | -- | ---- | ------------------------------ |
| 1    | Atlético Huila | 11   | 6  | 5 | 1 | 0 | 9  | 1  | +8   | Campeón y Ascenso a Primera A. |
| 2    | Alianza Llanos | 7    | 6  | 3 | 1 | 2 | 7  | 7  | 0    |                                |
| 3    | Cortuluá       | 4    | 6  | 2 | 0 | 4 | 3  | 8  | −5   |                                |
| 4    | El Cóndor      | 2    | 6  | 1 | 0 | 5 | 6  | 9  | −3   |                                |

 Fuente: Dimayor
| Fecha 1        | Fecha 1   | Fecha 1          |
| Equipo local   | Resultado | Equipo visitante |
| -------------- | --------- | ---------------- |
| Cortuluá       | 1 - 0     | El Cóndor        |
| Alianza Llanos | 1 - 1     | Huila            |

| Fecha 2      | Fecha 2   | Fecha 2          |
| Equipo local | Resultado | Equipo visitante |
| ------------ | --------- | ---------------- |
| El Cóndor    | 4 - 0     | Alianza Llanos   |
| Huila        | 1 - 0     | Cortuluá         |

| Fecha 3      | Fecha 3   | Fecha 3          |
| Equipo local | Resultado | Equipo visitante |
| ------------ | --------- | ---------------- |
| El Cóndor    | 0 - 3     | Huila            |
| Cortuluá     | 0 - 1     | Alianza Llanos   |

| Fecha 4        | Fecha 4   | Fecha 4          |
| Equipo local   | Resultado | Equipo visitante |
| -------------- | --------- | ---------------- |
| Huila          | 1 - 0     | El Cóndor        |
| Alianza Llanos | 3 - 0     | Cortuluá         |

| Fecha 5      | Fecha 5   | Fecha 5          |
| Equipo local | Resultado | Equipo visitante |
| ------------ | --------- | ---------------- |
| El Cóndor    | 1 - 2     | Cortuluá         |
| Huila        | 1 - 0     | Alianza Llanos   |

| Fecha 6        | Fecha 6   | Fecha 6          |
| Equipo local   | Resultado | Equipo visitante |
| -------------- | --------- | ---------------- |
| Alianza Llanos | 2 - 1     | El Cóndor        |
| Cortuluá       | 0 - 2     | Huila            |

|                                    |
| Bandera de Colombia                |
| Campeón Atlético Huila 1.er título |

## Goleadores
| Jugador              | Equipos           | Goles |
| -------------------- | ----------------- | ----- |
| Guillermo Berrío     | Atlético Huila    | 18    |
| Eddy Alberto Murillo | Deportivo Armenia | 13    |
| Alonso Alcíbar       | Atlético Huila    | 11    |
| Julio Andrés Cabezas | Alianza Llanos    | 10    |
| Wilson Cano          | Atlético Huila    | 9     |